# Lista delle parafilie
In questa pagina è presente una lista non completa di parafilie, ossia di quegli interessi sessuali che hanno per oggetto determinate situazioni, cose, animali, particolari zone corporee o individui atipici. L'American Psychiatric Association, nel Diagnostic and Statistical Manual 5°ed, traccia una distinzione fra parafilie (che descrive come interessi sessuali atipici) e disordini parafiliaci (i quali comportano in aggiunta un disagio o una disfunzione).
Alcune parafilie hanno più termini per descriverle, alcuni di essi si sovrappongono agli altri. Le parafilie che non hanno un codice DSM (Diagnostic and Statistical Manual), vengono spesso citate come "Parafilie NOS" (Not Otherwise Specified) ovvero "non altrimenti specificate".
Anil Aggrawal, nel suo libro del 2009, stilò una lista di ben 547 termini che descrivono parafilie di interesse sessuale. Ha comunque precisato che "non tutte queste parafilie sono state necessariamente riscontrate in casi clinici. Ciò non significa che queste non esistano, ma che sono così innocue da non essere mai state né portate all'attenzione di medici né scartate. Come le allergie, l'eccitazione sessuale può partire da qualsiasi cosa alla luce del sole, incluso il sole stesso".

## A
| Parafilia                                      | Oggetto di interesse erotico |
| ---------------------------------------------- | --- |
| Abasiofilia                                    | Persone con mobilità ridotta |
| Acrotomofilia                                  | Persone con qualche amputazione |
| Adipofilia                                     | Persone sovrappeso o obese |
| Agalmatofilia                                  | Statue, manichini e figure immobili |
| Algolagnia                                     | Dolore, specialmente se coinvolge le zone erogene; differisce dal masochismo in quanto vi è una differente interpretazione biologica della sensazione piuttosto che un'interpretazione soggettiva |
| Andromimetofilia                               | Uomini transgender (sesso biologico assegnato alla nascita femminile, sesso di elezione maschile)                                                                                                 |
| Anililagnia                                    | Attrazione dei ragazzi giovani per le donne mature |
| Antropofagolagnia                              | Violentare e poi cannibalizzare un'altra persona |
| Antropofagia                                   | L'ingestione di carne umana |
| Apotemnofilia                                  | Essere amputati |
| Aquafilia                                      | Attività sessuale in acqua |
| Arpaxofilia                                    | Essere derubati |
| Asfissiofilia (asfissia erotica o autoerotica) | Asfissia o strangolamento su sé stessi o altri |
| Autagonistofilia                               | Essere su un palco o ripresi da una telecamera |
| Autassassinofilia                              | Essere in situazioni di pericolo di vita |
| Autoandrofilia                                 | Una donna biologica che immagina sé stessa come uomo |
| Autoginefilia                                  | Un maschio biologico che immagina sé stesso come donna |
| Autoemofeticismo                               | Farsi sanguinare (non comporta l'ingestione di sangue). Tipologia di autovampirismo |
| Autonepiofilia (infantilismo parafilico)       | Immaginare sé stessi quali infanti |
| Autopedofilia                                  | Immaginare sé stessi come bambini |
| Autoplushofilia                                | Immaginare sé stessi come un peluche o un animale antropomorfizzato |
| Autovampirismo                                 | Immaginarsi come vampiro. Comporta la vista e/o l'ingestione del proprio sangue |
| Autozoofilia                                   | Immaginarsi nella forma di un animale o di un animale antropomorfizzato |

## B
| Parafilia          | Oggetto di interesse erotico                                               |
| ------------------ | -------------------------------------------------------------------------- |
| Biastofilia        | Stupro di una persona non consenziente                                     |
| Brachioproctofilia | Farsi infilare un braccio nel retto fino al gomito o anche oltre il gomito |

## C
| Parafilia       | Oggetto di interesse erotico |
| --------------- | --- |
| Crematistofilia | Essere derubati o altro tipo di scambio economico forzato. Da considerarsi crematistofilia anche la prostituzione compulsiva (una persona che si offre in cambio di violenza corporale) |
| Cleptofilia     | Rubare |
| Climacofilia    | Cadere dalle scale |
| Clismafilia     | Fare o ricevere clisteri |
| Cronofilia      | Partner in stadio di sviluppo differente (differenza di età) |
| Coprofilia      | Feci; conosciuta anche come "scat", "scatofilia" o "fecofilia" |

## D
| Parafilia                        | Oggetto di interesse erotico                                          |
| -------------------------------- | --------------------------------------------------------------------- |
| Dacrifilia                       | Lacrime o pianto                                                      |
| Diaper o feticismo del pannolone | Pannoloni; considerevole sovrapposizione con infantilismo parafiliaco |
| Dendrofilia                      | Alberi                                                                |
| Devotismo                        | Persone con una o più disabilità fisiche                              |

## E
| Parafilia                        | Oggetto di interesse erotico                                                                                              |
| -------------------------------- | --- |
| Ebefilia                         | Individui in età puberale (11-14 anni)                                                                                    |
| Efefilia                         | Toccare tessuti, tendenzialmente quelli morbidi e soffici                                                                 |
| Ematolagnia (vampirismo clinico) | Sangue |
| Emetofilia                       | Vomito |
| Eproctofilia                     | Flatulenza |
| Erotofonofilia o dacnolagnomania | Omicidi, spesso di estranei                                                                                               |
| Esibizionismo                    | Esporre i propri genitali a terzi ignari o non consenzienti                                                               |
| Eterofilia                       | Idealizzazione di eterosessualità e/o delle persone che sembrano etero, soprattutto da parte di persone non eterosessuali |
| Exofilia                         | Alieni |

## F
| Parafilia          | Oggetto di interesse erotico                                                              |
| ------------------ | ----------------------------------------------------------------------------------------- |
| Feederismo         | Mangiare e aumento di peso                                                                |
| Flatofilia         | Odore delle proprie flatulenze o di quelle altrui                                         |
| Formicofilia       | Avere addosso insetti striscianti                                                         |
| Fornifilia         | Diventare o far diventare un essere umano (con aiuto di travestimenti) un mobile d'arredo |
| Feticismo sessuale | Oggetti non viventi                                                                       |
| Frotteurismo       | Sfregarsi (per di più i genitali) contro una persona non consenziente                     |

## G
| Parafilia                            | Oggetto di interesse erotico                                                                     |
| ------------------------------------ | ------------------------------------------------------------------------------------------------ |
| Gerontofilia                         | Anziani                                                                                          |
| Ginandromorfofilia o ginemimetofilia | Donne transgender (sesso biologico assegnato alla nascita maschile, sesso di elezione femminile) |
| Globofilia                           | Palloncini                                                                                       |

## I
| Parafilia    | Oggetto di interesse erotico                                            |
| ------------ | ----------------------------------------------------------------------- |
| Ibristofilia | Criminali, soprattutto quelli colpevoli di crimini atroci e crudeli     |
| Infantofilia | Pedofilia con una speciale attenzione a bambini di 5 anni o più giovani |

## K
| Parafilia        | Oggetto di interesse erotico        |
| ---------------- | ----------------------------------- |
| Katoptronophilia | Eccitarsi guardandosi allo specchio |

## L
| Parafilia    | Oggetto di interesse erotico     |
| ------------ | -------------------------------- |
| Lattofilia   | Latte materno                    |
| Liquidofilia | Immergere i genitali nei liquidi |

## M
| Parafilia     | Oggetto di interesse erotico                           |
| ------------- | ------------------------------------------------------ |
| Macrofilia    | Giganti o gigantesse                                   |
| Maiesiophilia | Donne incinte                                          |
| Mascalagnia   | Ascelle (la pratica è detta armpit sex)                |
| Masochismo    | Sofferenza; essere colpiti, legati o altre umiliazioni |
| Mazofilia     | Seni femminili                                         |
| Meccanofilia  | Automobili o altre macchine; vedi anche "meccafilia"   |
| Melolagnia    | Musica                                                 |
| Menofilia     | Mestruazioni                                           |
| Metrofilia    | Poesia                                                 |
| Microfilia    | Individui piccoli o minuti                             |
| Morfofilia    | Dimensioni o forme del corpo particolari               |
| Mucofilia     | Muco                                                   |
| Misofilia     | Sporcizia, cose sporche o in decomposizione            |

## N
| Parafilia    | Oggetto di interesse erotico                       |
| ------------ | -------------------------------------------------- |
| Narratofilia | Parole oscene, conosciuta anche come "aiscrofilia" |
| Nasofilia    | Naso, detta anche "rinofilia"                      |
| Necrofilia   | Cadaveri                                           |

## O
| Parafilia    | Oggetto di interesse erotico                                                                                        |
| ------------ | --- |
| Oculofilia   | Occhi e le attività che coinvolgono direttamente gli occhi. Il voyeurismo non è una classificazione di tale termine |
| Oculolinctus | Leccare i bulbi oculari                                                                                             |
| Oggettofilia | Uno specifico oggetto inanimato                                                                                     |
| Olfattofilia | Odori |
| Omeovestismo | Indossare vestiti emblematici del proprio sesso                                                                     |
| Oplofilia    | Armi da fuoco, pistole                                                                                              |

## P
| Parafilia           | Oggetto di interesse erotico                                                                            |
| ------------------- | --- |
| Parzialismo         | Una parte specifica del corpo, non genitale                                                             |
| Pedofilia           | Bambini in età prepuberale, spesso confusa con l'Ebefilia, l'Efebofilia o la Pederastia                 |
| Peluchefilia        | Peluche o animali riempiti                                                                              |
| Pedovestismo        | Vestirsi come bambini                                                                                   |
| Peodeiktofilia      | Mostrare il proprio pene                                                                                |
| Petofilia (farting) | Odori, principalmente collegati a flatulenze                                                            |
| Pictofilia          | Pornografia o arte erotica, specie immagini                                                             |
| Piquerismo          | Perforare la carne di un'altra persona, più comunemente a coltellate, o tagliarla con oggetti appuntiti |
| Pigofilia           | Natiche                                                                                                 |
| Pirofilia           | Fuoco                                                                                                   |
| Podofilia           | Piedi                                                                                                   |

## R
| Parafilia  | Oggetto di interesse erotico      |
| ---------- | --------------------------------- |
| Raptofilia | Stupri, possibilmente consensuali |

## S
| Parafilia               | Oggetto di interesse erotico |
| ----------------------- | --- |
| Sadismo                 | Infliggere dolore agli altri |
| Salirofilia             | Sporcarsi o sporcare altri |
| Salofilia               | Fluidi corporei come saliva, sudore o sperma |
| Scopofilia (Voyeurismo) | Osservazione di nudità, atti erotici o sessuali altrui |
| Somnofilia              | Sonno o persone incoscienti |
| Sinforofilia            | Assistere a disastri o incidenti stradali |
| Sofofilia               | Imparare |
| Spermafilia             | Ingerire o essere imbrattati con lo sperma; a essa è collegata la spermafagia, ovvero l'ingerimento di sperma |
| Spettrofilia            | Intrattenere rapporti sessuali con spettri, spiriti o fantasmi. Molte delle persone che presentano questo tipo di parafilia ritengono di aver consumato veramente un rapporto sessuale con delle entità spirituali. |
| Stenolagnia             | Muscoli e dimostrazioni di forza |
| Stravestofilia          | Essere troppo vestiti, portare troppi indumenti addosso tanto da rendere impossibile il rapporto sessuale. |
| Stigmatofilia           | Piercing e tatuaggi |

## T
| Parafilia                              | Oggetto di interesse erotico |
| -------------------------------------- | --- |
| Telescatofilia (scatologia telefonica) | Telefonate oscene, soprattutto a estranei e "telescatofilia" |
| Teratofilia                            | Persone deformi o mostruose |
| Travestitismo                          | Indossare vestiti associati al sesso opposto; conosciuto anche come "feticismo di travestimento"                                                                                     |
| Travestofilia                          | Un partner travestito |
| Tickling                               | Infliggere o essere oggetto di solletico inflitto. |
| Tricofilia                             | Capello |
| Troilismo                              | Altresì noto come "cuckoldismo", guardare il proprio partner mentre intrattiene un rapporto sessuale con qualcun altro, possibilmente senza che la terza persona ne sia a conoscenza |
| Toucherismo                            | Toccare persone inconsapevoli o non consenzienti con le mani |
| Toxofilia                              | Tiro con l'arco |

## U
| Parafilia          | Oggetto di interesse erotico                                                                 |
| ------------------ | -------------------------------------------------------------------------------------------- |
| Urofilia (pissing) | Urinare su altri o farsi urinare addosso. Se accompagnato da ingestione si parla di urofagia |

## V
| Parafilia          | Oggetto di interesse erotico |
| ------------------ | --- |
| Vorofilia          | L'idea di mangiare o essere mangiati da altri; spesso ingoiati interi, tutti d'un pezzo |
| Vampirismo clinico | sangue, solitamente ingestione di sangue proveniente da varie zone del corpo. In alcuni soggetti l'interesse del sangue si stanzia nelle zone genitali del sesso d'attrazione (come il sangue mestruale) ma in altri si intende ogni tipo di sangue di ogni provenienza |

## W
| Parafilia     | Oggetto di interesse erotico |
| ------------- | --- |
| Wet and Messy | Feticismo che comprende persone vestite ricoperte da acqua, olio, slime, gunge, fango. Si può estendere anche al cibo (panna, maionese, ketchup e simili) |
| Wetlook       | Bagnarsi con vestiti o guardare qualcuno intento nell'atto                                                                                                |
| Wetting       | Simile al pissing, con la differenza di urinare indossando jeans, pantaloni o mutande, con la possibilità di coinvolgere anche altre persone              |

## Z
| Parafilia  | Oggetto di interesse erotico                           |
| ---------- | ------------------------------------------------------ |
| Zoofilia   | Animali                                                |
| Zoosadismo | Infliggere dolore su animali o vedere animali soffrire |